# Cary (North Carolina)
Cary ist eine Town in Wake, Durham und Chatham County im US-Bundesstaat North Carolina. Das U.S. Census Bureau ermittelte bei der Volkszählung 2020 eine Einwohnerzahl von 174.721.

## Geographie

### Lage
Cary liegt einige Kilometer westlich von Raleigh. Zusammen mit Chapel Hill, Durham und Raleigh bildet Cary eine Region, die auch Research Triangle Park (RTP) genannt wird.

## Einwohnerentwicklung
| Jahr | Einwohner¹ |
| ---- | ---------- |
| 2000 | 96.260     |
| 2010 | 135.360    |
| 2020 | 174.721    |

¹ 1980–2020: Volkszählungsergebnisse

## Partnerstädte
- Markham in Kanada
- County Meath in Irland
- Hsinchu in Taiwan
- Le Touquet in Frankreich

## Söhne und Töchter der Stadt
- Walter Hines Page (1855–1918), Journalist, Verleger und Diplomat
- Robert N. Page (1859–1933), Politiker
- Bevin Prince (* 1982), Schauspielerin
- Kendall Fletcher (* 1984), Fußballspielerin
- Claire Curzan (* 2004), Schwimmerin